# Блек Хоук (окръг, Айова)
Окръг Блек Хоук (на английски: Black Hawk County) е окръг в щата Айова, Съединени американски щати. Площта му е 1465 квадратни километра, а населението – 131 086 души (по преброяване от април 2010 г.). Административен център е град Ватерло.